# گوی لوزون

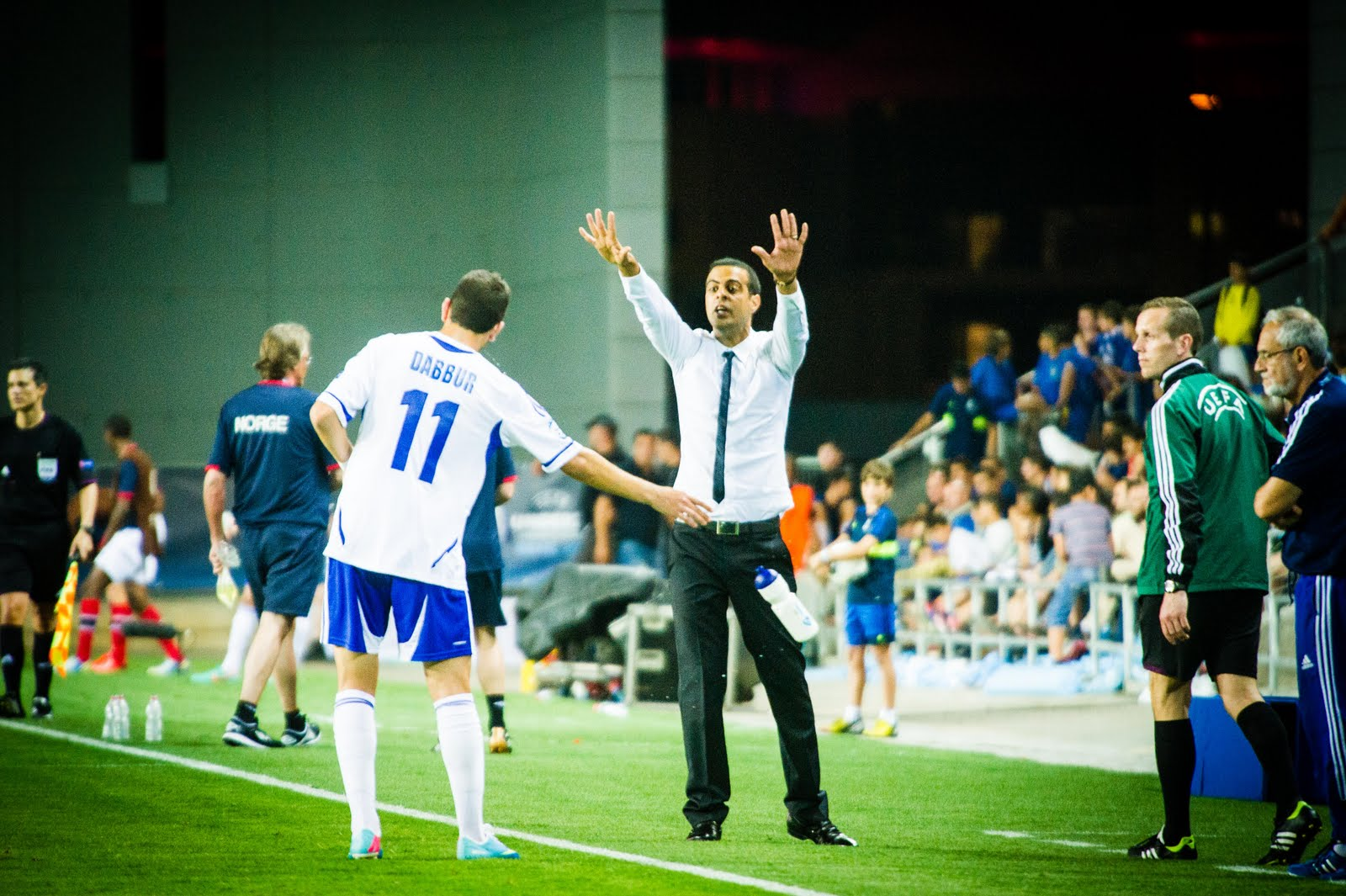
گوی لوزون

گوی لوزون (متولد ۷ اوت ۱۹۷۵) بازیکن فوتبال اسبق اسرائیل و در حال حاضر مدیر فوتبال می‌باشد. لوزون به دلیل رسا و گویا بودن سبک مربیگری خود معروف شده‌است. او با وجود داشتن سبک متمایز خود یک مربی بسیار فعال در فوتبال تلقی می‌شود.
در سالی که مربیگری هاپوئل تل‌آویو را بر عهده داشت شروع فاجعه‌ای داشت به طوری که فقط ۶ امتیاز از ۳۰ امتیاز را توانست کسب کند و این موضوع باعث شد تا استعفای وی به واقعیت تبدیل شود. او برادرزاده رئیس فعلی فدراسیون فوتبال اسرائیل، اوی لوزون است.
او از فصل ۲۰۱۳ تا ۲۰۱۴، مربیگری باشگاه فوتبال استاندارد لیژ را بر عهده خواهد داشت.